# Lasówka czarnogłowa
Lasówka czarnogłowa (Setophaga striata) – gatunek małego ptaka z rodziny lasówek (Parulidae). Wędrowny, w sezonie lęgowym zamieszkuje północną część Ameryki Północnej, zimuje w północnej części Ameryki Południowej. Monotypowy (nie wyróżnia się podgatunków). Bliski zagrożenia.

## Morfologia
Długość ciała 12,5–15 cm. Rozpiętość skrzydeł 21–23 cm. Masa ciała 12–13 g.
U samca czarna czapeczka kontrastuje z białymi policzkami. Grzbiet oliwkowoszary, w czarne kreski. Na skrajnych sterówkach białe partie. Spód ciała biały; na bokach szyi i ciała widać czarne kreski. U samicy czapka jest zielonkawa, brew jasna, grzbiet oliwkowoszary w ciemne kreski; spód ciała biały z żółtym nalotem. Dorosłe na jesień i młode przypominają samicę, lecz wierzch mają bardziej zielony, od spodu delikatne zielonożółte kreski. Nogi różowe lub żółte.

## Zasięg, środowisko
W sezonie lęgowym zamieszkuje północne lasy, głównie świerkowo-jodłowe – w Kanadzie, na Alasce i w skrajnie północno-wschodnich USA. Zimę spędza w północnej części Ameryki Południowej, głównie w zachodniej Amazonii, na wschód od Andów. Nieliczne osobniki zapuszczają się dalej na południe aż po wybrzeże południowo-wschodniej Brazylii i północno-wschodnią Argentynę. W trakcie migracji ptak ten może pokonać nawet 20 tysięcy km (łącznie w obie strony), co jest jednym z najlepszych wyników wśród śpiewających. Przeloty odbywają się nad Oceanem Atlantyckim; cztery osobniki wyposażone w nadajniki pokonały podczas trwającego non stop lotu nad oceanem od 2250 do 3400 km.

## Zachowanie
Wyprowadza zwykle jeden lęg w sezonie, sporadycznie dwa. Gniazdo buduje samica na świerku lub jodle, zwykle w pobliżu pnia, na wysokości 0,15–9 m nad ziemią. W zniesieniu 3–5 jaj koloru białawego do bladozielonego z brązowymi i fioletowymi plamami wokół szerszego końca. Inkubacja trwa 11–12 dni, a zajmuje się nią samica. Oba ptaki z pary karmią pisklęta. Młode są w pełni opierzone po 8–10 dniach od wyklucia.
Żywi się głównie pająkami, owadami i ich gąsienicami. Podczas jesiennej migracji zjada również owoce, w tym jagody wiciokrzewu, szkarłatki amerykańskiej i cisa.

## Status
IUCN od 2018 uznaje lasówkę czarnogłową za gatunek bliski zagrożenia (NT, Near Threatened); wcześniej, od 1988 klasyfikowano ją jako gatunek najmniejszej troski (LC, Least Concern). Choć jest to jeden z liczniejszych gatunków w północnej części Ameryki Północnej (w 2016 liczebność populacji szacowano na 59 milionów dorosłych osobników), to jego liczebność szybko spada.